# Erhard von Regensburg

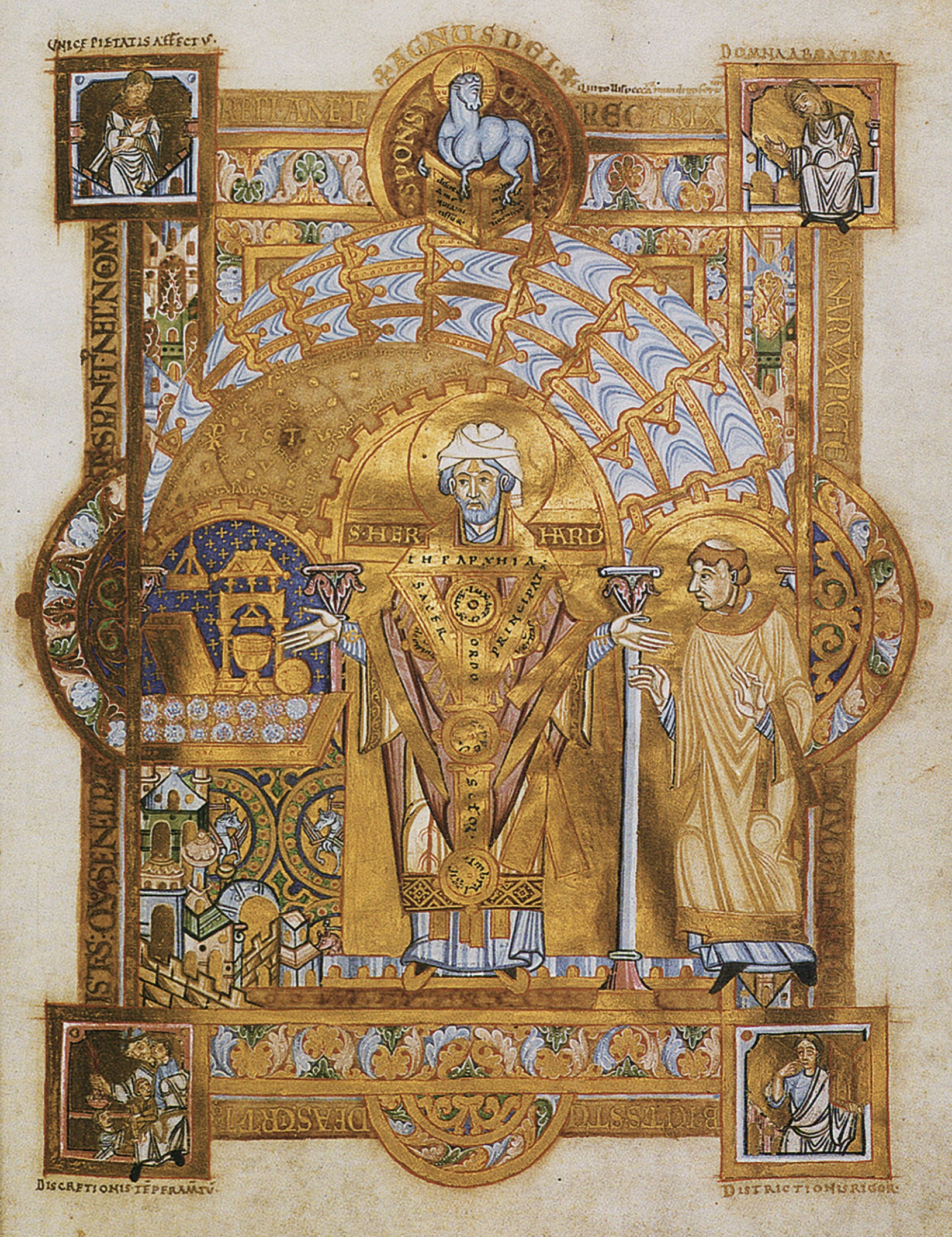
Darstellung des Bischofs im Uta-Codex, 11. Jahrhundert

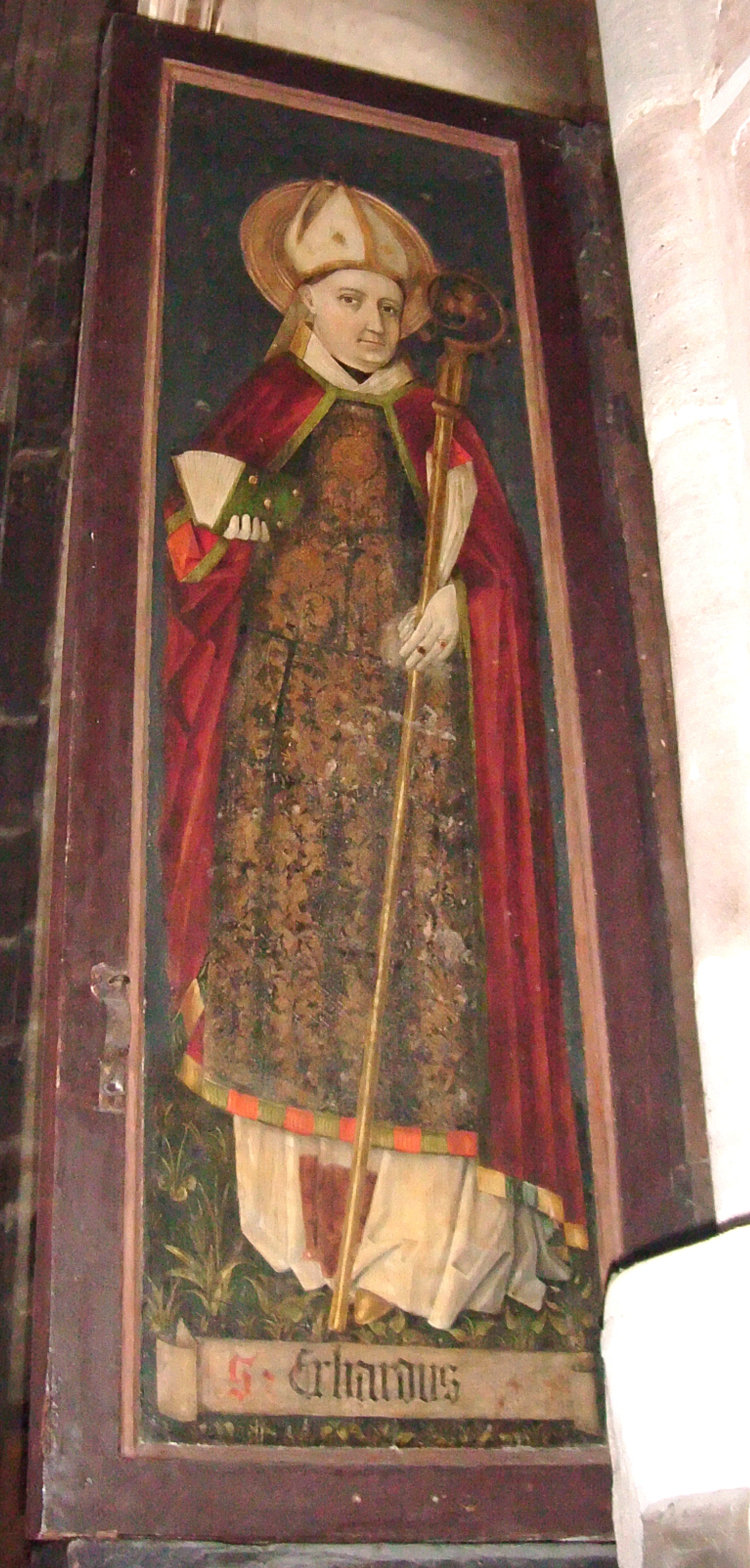
St. Erhard auf einem gotischen Altarflügel, in der Kirche St. Lorenz (Nürnberg), um 1450

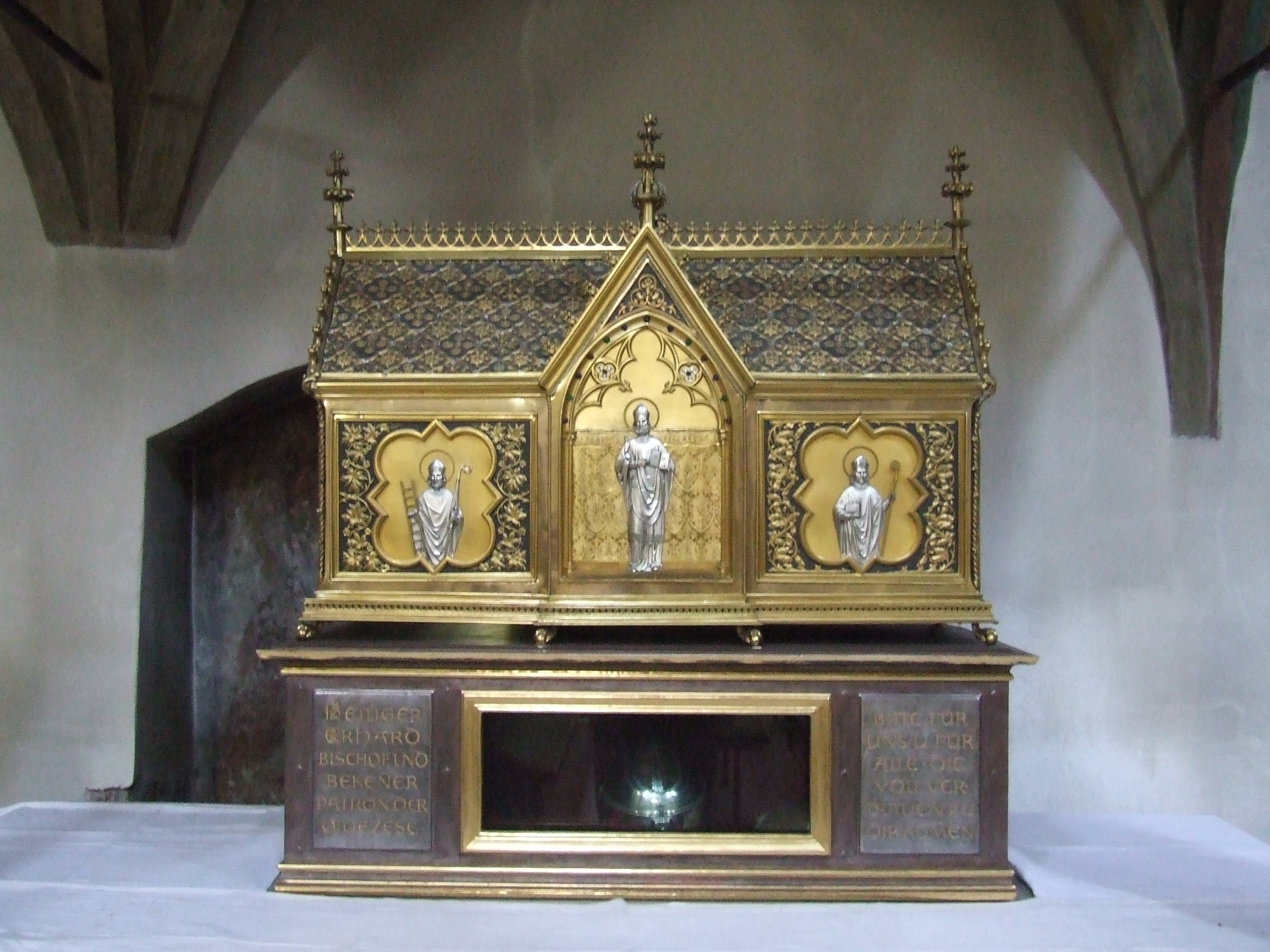
Erhardi-Schrein von 1868 in der Stiftskirche Niedermünster in Regensburg

Der heilige Erhard (* vor 700 vermutlich in Narbonne, Südfrankreich; † um 715 / 717 in Regensburg) wirkte als Wanderbischof im Elsass und im bayerischen Regensburg.

## Leben
Erhard stammt wohl aus dem südfranzösischen Narbonne. Gegen Ende des 7. Jahrhunderts war er als Wandermönch im Elsass unterwegs und gründete hier zahlreiche Klöster. Aus jener Zeit ist die Legende überliefert, nach der er der elsässischen Herzogstochter Odilia, die von Geburt an blind war, während ihrer Taufe das Augenlicht wiedergab. Nach 700, kam Erhard als Missionsbischof an den Hof der bayerischen Agilolfingerherzöge nach Regensburg. Hier wirkte er noch vor der eigentlichen Gründung des Bistums Regensburg durch Herzog Theodos II. als Vorbereiter des christlichen Glaubens in Bayern. 715 zog Theodo nach Rom, danach gründete er die vier bayerischen Bistümer. Erst später kanonisierte hl. Bonifatius die bereits bestehenden bayrischen Bistümer im Jahre 739.
Das genaue Sterbedatum ist unbekannt. Er ist wohl um das Jahr 715 bzw. 717 in Regensburg gestorben. Sein ursprüngliches Grab und weitere archäologische Funde können in der Krypta der Regensburger Niedermünsterkirche besucht werden. Seine Reliquien befinden sich heute in einem silbernen Schrein aus dem 19. Jahrhundert an der Nordseite der Kirche.
Am 8. Oktober 1052 wurde er von Papst Leo IX. heiliggesprochen.

## Heiligenattribute
Der hl. Erhard wird meist als Bischof dargestellt, zusammen mit einem Buch, auf dem zwei Augen liegen.

## Patron
Der hl. Erhard ist neben dem hl. Wolfgang und dem hl. Emmeram der zweite Patron des Bistums Regensburg.
Sein Festtag ist der 8. Januar. Die Bauernregel für diesen Tag bringt zum Ausdruck, dass die Weihnachtszeit nun abgeschlossen ist.

„Der Erhard mit der Hack’, der steckt Weihnachten in den Sack.“

Er gilt als Helfer gegen Kopfschmerzen und Augenleiden und wird als Schutzpatron der Schuhmacher verehrt.
Erhard ist der Patron mehrerer Kirchen, siehe Erhardkirche.

## Namensherkunft
Der Name „Erhard“ setzt sich zusammen aus dem althochdeutschen „era“ = Ehre, Ansehen und „hard“ = hart, stark.

## Trivia
In Salzburg gibt es die Erhardkirche und in unmittelbarer Nähe davon das Erhardgässchen.